# 小泽一郎
小澤一郎（日语：／，1942年5月24日—），日本眾議院議員（當選16屆）。曾任自由民主黨幹事長、民主黨幹事長、民主黨代表、自由党代表。

## 个人簡歷

### 初出政壇
小澤生於東京市下谷區，為小澤佐重喜的長子，他从3歲開始在本籍地岩手縣奧州市水澤區（舊水澤市）生活，一直至14歲。之後来到東京求學，1979年，慶應義塾大學經濟學部經濟學科（經濟政策討論發表會）畢業。1969年，當他在日本大學大學院法學研究科就讀時，父親突然去世。在第32次眾議院選舉中，小泽一郎在舊岩手2區获得自民黨提名參選，並成功當選，時年27歲。这次選舉是由自民黨幹事長田中角榮负责指揮的。以後他參加木曜俱樂部（田中派），受到田中角榮的指导、熏陶。

### 自民黨內
进入政界后，小泽在自民黨內歷任自民黨總務局長、眾議院議院運營委员会委員長、第2次中曾根康弘内閣自治大臣兼國家公安委员会委員長。其後，雖然田中角榮因為洛克希德事件脫離自民黨籍，但繼續以田中派領袖保持著政治影響力。但田中派終於因为竹下登、金丸信等人的自立門戶而大受打擊（竹下等人成立「創政會」，该会后演變成經世會（竹下派））。竹下登組閣後，小澤歷任自民黨以及政府的要職，時人稱為竹下派七奉行之一。

### 距離首相最接近的一刻
竹下登組閣後，小澤出任內閣官房副長官（政務）。1989年夏天，宇野內閣因為參議院選舉大敗倒台，被竹下派擁立而當選自民黨總裁的海部俊樹，任命小澤出任自民黨幹事長。其间因為波斯灣戰爭，自民党在國會得到公明黨的協助。1991年4月，由於強行推出新人參加東京都知事選舉，遭到了地方上的反弹，使自民黨在是次選舉中落敗，小泽因此而辭職。以後出任經世會會長代行（相当于副會長），成為竹下派的第二把交椅。與竹下及金丸有姻親關係而被稱為金竹小。竹下期望在金丸以後讓小澤繼承竹下派。同年，海部俊樹因為推行政治改革失敗，拒絕參加自民黨總裁選舉。當時金丸希望小澤出馬競選當下任首相，秉承金丸执意的渡部恒三向小澤反复进行了游说。而小澤则以當時49歲太过年輕為理由固辭，6月更傳出有心臟病的消息。這段時间是小澤的政治人生中最接近首相位置的關鍵一刻。如果當時小澤一郎答應出任首相，那其後的政治生涯將會有所不同。小澤本人於數年後回憶時說，由於當年太年輕，再加上健康方面又有隱憂。

### 竹下派分裂，羽田—小澤派結成
1992年，由於涉嫌東京佐川急便事件，金丸受到輿論的严厉批判，辭去竹下派會長。竹下派七奉行中，小澤同與金丸親近的渡部恆三、奧田敬和擁立羽田孜。而橋本龍太郎、梶山靜六等人则擁立竹下直系的小淵惠三。結果小淵成為竹下派的繼承人，失敗的小澤、奧田、渡部等人成立改革論壇21（羽田—小澤派）。竹下派正式分裂為小淵派及羽田—小澤派。因为竹下派的分裂，宮澤喜一改造內閣中属于羽田—小澤派的兩位閣僚——船田元（經濟企劃廳長官）、中島衛（科學技術廳長官）受到冷待，加上小淵派的梶山靜六出任自民黨幹事長，使得羽田—小澤派變成反主流派。他們自稱為改革派，稱主流派為守舊派而得到輿論支持。1993年2月17日，小泽以東京佐川急便事件相關證人接受检方查問。

### 組建新黨
1993年6月18日，以日本社會黨的山花貞夫为代表的在野黨議員，以未能實現政治改革為由，提出了對宮澤喜一內閣的不信任議案。當晚八時許，羽田—小澤派造反，他們所属的自民黨議員39名投贊成票，16名缺席表决。使不信任案以255對220通過。宮澤喜一內閣遂解散眾議院，举行众院选举。6月21日，武村正義、田中秀征等宣佈脫離自民黨，組建先驅新黨（さきがけ）。此事使得羽田—小澤派的議員也決定組成新政黨。6月23日，新生黨建立，以羽田孜為黨魁，小澤出任相当於幹事長的黨代表幹事，招來了在羽田背後暗中活動的指責。7月18日，在第四十次眾議院選舉中，自民黨大敗，在應選的511席中只得到不足半數的223席，新生黨等三個新黨的席次有所躍進。宮澤喜一宣佈辞去自民党总裁职务并內閣總辭，河野洋平當選自民黨總裁。
小澤一郎在選舉之後不久，即與日本新黨（當選35席）代表細川護熙進行非正式會談，細川当时希望與自民黨聯合执政，小澤则以擁立細川為首相作條件，使細川决定倒向在野勢力。8月6日，眾議院議長选举，社會黨的土井多賀子以264票對222票，击敗自民黨的奧野誠亮。在首相指名选举中，細川護熙以262票對224票，击敗河野洋平，當選为內閣總理大臣。8月9日，非自民非共產八黨聯合执政的細川護熙內閣成立。細川政權成立後，成立了聯合執政黨的決策機關『聯合執政黨代表者會議』，由公明黨書記長市川雄一掌握主導權，这导致了與以內閣官房長官身份掌握首相官邸主導權的先驅新黨黨魁武村正義之间的激烈對立。
1994年2月3日、細川首相突然提出廢除消費稅，另設7%（當時消費稅仍只是3%）的「國民福祉（利）稅」的构想，此事是小澤與大藏省事務次官齊藤次郎為主在幕后決定的，不仅受到联合执政的社會黨、先驅新黨、民主社會黨等各黨的批判，也遭到輿論的巨大反彈。翌日，細川首相宣佈收回「國民福利稅」的構想。而內閣官房長官武村正義「事前未聽聞過國民福祉稅的構想」的发言，使他與小澤的對立尖銳化。小澤向細川要求內閣改組，撤換武村正義。而社會黨则反對进行內閣改組，並與先驅新黨合作。进退维谷之下，細川在4月被迫辭職。

### 轉變為在野黨，建立新進黨
細川首相辭職后，小澤曾有意拉攏渡邊美智雄。最终因渡邊本人無法果斷離開自民黨而失败，最后由聯合執政黨的羽田為後繼首相。1994年4月25日，羽田孜在眾議院的首相指名投票中，以二百七十四票對二百零七票击敗自民黨的河野洋平當選首相。同日，新生黨、日本新黨、民主社會黨等暗中組成統一會派「改新」，把社會黨排除在外，引來社會黨的反彈。4月26日，社會黨宣佈脫離聯合政權。雖然之后几天小泽一直在爭取社會黨重回聯合政權，但仍然是失败了。4月28日，羽田內閣這一個少數黨內閣成立。
羽田內閣為了使平成6年的預算通過，並解除朝小野大的困境，與社會黨进行过多次接触，最终因政策分歧过大而谈判破裂。自民黨则看準時機，在眾議院提出了內閣不信任案。小澤與羽田溝通後，決定不解散眾議院，在預算通過後不到72小時，6月25日羽田宣佈內閣總辭。羽田內閣在位67日，為戰後第二的短命政權。本來羽田內閣辭職，是希望社會黨回心轉意，條件是希望羽田仍可當首相，但社會黨內部意見不一，支持和反對的意见各执一词。6月29日，社會黨與聯合執政黨兩次就首相指名選舉的協商宣告失敗。雙方也互不信任了。有鉴于此，小澤決定聯合保守勢力結成保保政權，他看中了前首相海部俊樹。海部當時為自民黨政治改革議員聯盟會長、新政策研究会（河本派）代表負責人。
1994年6月29日、眾議院進行首相指名選舉，海部宣布脫離自民黨成立「自由改革聯合」。自民黨擁立社會黨委員長村山富市，村山第一輪投票以241對220領先，第二輪以261對214打敗海部當選首相。小澤在政治生涯中初次尝到下野的滋味。而新生黨黨內也出现以愛野興一郎為中心，要求追究小澤責任的声音，最终因为需要小澤整合舊聯合執政黨，追究责任的声音消失。9月28日，除日本共產黨外，小泽聚合在野黨议员187人，結成了眾議院會派「改革」。同日，眾議院議員186人、參議院議員39人、合共225名國會議員啟動「新黨準備會」，選出小澤為新黨準備實行委員長。同年12月10日，新進黨舉行組黨大會，小澤擁立海部為黨魁，自己就任幹事長。
1995年7月，第17次參議院選舉中，新進黨在改选的改選議席126席中，由19席躍進至40席（自民黨46席，社會黨16席，先驅新黨3席）。同年12月，新进党進行新黨魁選舉，小澤與長年的盟友羽田孜對决，最终击敗羽田當選第二任黨魁。其後因為投票者名冊等問題，使羽田與小澤的裂痕加深，黨內出現了裂痕。
1996年10月20日，第41次眾議院選舉，新進黨提出小澤參與黨魁選舉時所提出的「與國民的五個契約」與消費稅維持在3%，加上減稅18兆的公約。結果在應選500席中，自民黨获得239席，上升了16席，新進黨比改選前的160席減少4席，事實上已經显露颓势。

### 自由黨
眾議院選舉後，新進黨內對小澤的批評愈來愈厲害，離黨的人數也愈來愈多，羽田孜與細川護熙在党内結成非主流派。1996年12月26日、羽田、奧田敬和等十三位眾參議員脫離新進黨，結成太陽黨。
1997年，小澤與自民黨的龜井靜香合作，傾向於保保聯合的路線。但黨內反對此說的勢力也公开化，鹿野道彥結成政策研究會「改革會議」。12月18日，小澤打敗鹿野連任新進黨黨魁。此时，传来新党公明決定在下次參議院選舉中獨自参选的决定，这加速了新進黨瓦解。連任的小澤，起先採用純化路線，而新進黨內各派系则要求解散新進黨。12月25日，小澤宣布舊公明黨的參議院議員與公明黨合流、新進黨解散與新黨結成的决定。新進黨內陷入大混亂，最後兩院議員總會在混亂中決定解散新进党。
1998年1月6日，日本自由黨成立，小澤成為黨魁。當初，小澤有意集合一百名以上的眾參議員。結果只聚集了42名眾議院議員、12名參議院議員。結果第一大在野黨的位置被民主黨奪得。1998年7月12日，第18次參議院選舉，小澤自由党于苦戰中在比例代表名單中得到514萬票，合共得到六席。同時，橋本龍太郎首相因自民黨在參議院選舉失敗而辭職。參議院選舉後的臨時國會的首班指名投票中，參議院方面，民主黨黨魁菅直人最初以五票之差落後於小淵惠三，但在決選投票中以142對103打敗小淵成為參議院的首相提名人。眾議院方面，小淵卻以268對164打敗菅直人獲到提名。最後以眾議院優越之原則，小淵當選新首相。

### 自民、自由聯合
1998年10月，小澤與内閣官房長官野中廣務談判合作的事宜，自由黨提出“議員定數削減50”，“閣僚人數削減為18名”，“廢除政府委員制度”等合作条件。1998年11月19日，两党訂立合作的協議。1999年1月14日，小渊內閣改組，自自聯合政權成立。自由黨幹事長野田毅入閣出任自治大臣，經過五年的時間，小澤終於回到了執政的地位。
1999年7月，公明黨入閣，成立自自公聯合政權。由於自民、公明兩黨在參議院擁有過半數議席，自由黨感到自己在联合政权中的存在感很低。于是小澤建議小淵，自民、自由兩黨解散，結成新的保守政黨。双方在2000年4月1日談判，最终因意见分歧破裂，自由黨遂脫離聯合政權，不出三日，小淵因中風昏迷。与此同时，自由黨内也分裂为成以小澤為中心的脫離聯合派與以野田毅、二階俊博為首的保持聯合派。保持聯合派在自由党退出联合政权后脱离自由党，結成保守黨。自由黨分裂後，只留下18名眾議院議員、4名參議院議員。

### 分裂後的自由黨
結束與自民黨的聯盟關係後，2000年6月25日舉行的第42屆眾議院選舉，自由党在比例代表得660萬票，增22席。自由黨在這次選舉中成功製造話題，包括投入20億日圓製作廣告（小澤被打面）。
2001年1月，為了培養將來的领导者，自由黨開設小澤一郎政治塾（小澤塾）。後來併入民主黨後，小澤塾继续以小澤個人的私塾名义运作。
2001年7月29日舉行的第19次參議院選舉，小泉純一郎的“小泉旋風”，使被稱為“小澤王國”的參議院岩手選區面臨強大挑戰，最终以些微差距保住了面子。議席數量維持平盤，此時自由黨的比例代表得票為420萬票。

### 解散自由黨，併入民主黨
2002年，民主黨代表鳩山由紀夫為了強化黨內向心力以及尋求在野黨整合，開始與小澤溝通，而小澤本人也感到到自由黨在選舉的限制，兩人的想法趋向一致。之后，鳩山發表了民主正與自由黨合併的構想，引來民主黨內部的反彈，再加上地方統一補選慘敗，最终辭職。繼任黨魁的菅直人则繼承民自合併的路線，就合併後的黨名、綱領、成員以現民主黨的體制持續下去等方面与小泽達成共識。2003年9月26日，自由黨與民主黨在新的選舉臨近時宣佈正式合併，新党维持“民主党”党名，小澤出任黨代表代行。2003年11月9日的第43次眾議院選舉，民主黨提出政黨輪替，使席次大增40席，得到177席。

### 民主黨代表：2006-2009
2004年，國民年金問題爆发，內閣官房長官福田康夫（自民黨）、民主黨代表菅直人下台，有人預備推舉小澤為新任民主黨代表，但他以自己在1986年強制加入國民年金以前未主動加入而推辭。結果由黨幹事長岡田克也接任。同年7月11日第二十次參議院選舉，執政聯盟的年金法案成為焦點，民主黨在選舉區及比例代表合共得到五十席。改選議席數量比自民黨多出一席。選後，小泽接受岡田邀請。出任党副代表。
2005年9月11日，因郵政民營化風波而提前舉行的第44次眾議院選舉，自民黨成功把反對派邊緣化，連同公明黨取得三分之二的議席，民主黨大敗，岡田辭去党代表一職，京都二區眾議院議員、影子內閣防衛廳長官前原誠司當選新代表。前原邀請小澤出任代表代行一職，但小澤認為身為岡田執行部的一員，也應為大選失敗負責，故而推辭。
2006年3月31日，前原誠司因為「堀江E-Mail事件」而辭去代表一職，小澤召開記者會宣佈參選，並說：｢決定站出來把黨再生及繼續推行政權交替｣。2006年4月7日進行的民主黨代表選舉，小泽击败菅直人，當選党代表。代表選期間進行的民意調查，显示國民對小澤當选民主黨代表抱有期望。代表選後，小澤建立黨內外舉黨一致體制。败选的菅直人出任代表代行，鳩山由紀夫留任黨幹事長。前原代表时期的執行部、影子内閣全員留任。2006年4月23日進行的眾議院千葉7區補選中，被視為不可能當選的民主黨候選人最後勝出。小澤神話因而復活，增強了黨內的向心力。2006年9月12日，因没有竞争对手，小泽自動當選連任民主黨代表。

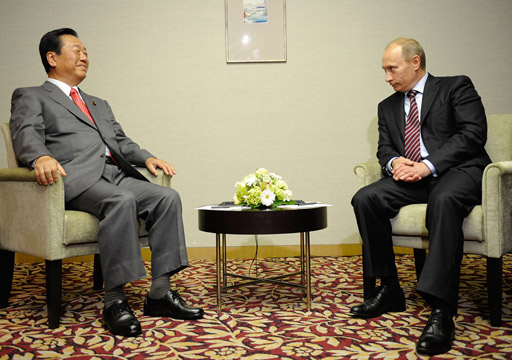
2009年5月12日與俄羅斯總理普京會面。

2007年初，日本首相安倍晉三領導的內閣狀況連連，2月4日，被視為參議院選舉前哨戰的愛知縣知事選舉及北九州政令市長選舉舉行，北九州政令市長由在野黨推薦的成員當選，而愛知縣知事選舉則以些微差距敗北。時厚生勞動大臣柳澤伯夫「女性是生小孩機械」一席話使選票流向在野黨。當時小澤在國會，以拒絕審議企圖迫使柳澤大臣辭職，雖然失敗，但是使柳澤的失言成為選舉焦點，但同時拒絕審議包括強化耐震的重要預算，被執政黨指責「在野黨放棄了國會議員的責任」。4月8日，舉行統一地方選舉的前半部，在小澤的地盤岩手縣知事選，由小澤系的成員的達增拓也出馬，以與得票第二位近三倍的大差距而勝出。岩手縣議會選舉獲得過半，並維持第一大黨地位。在對比自民黨的五個知事選舉以兩勝三敗的結果。但道府縣、政令市議會選舉民主黨在選前的230席，增加至375席。4月22日的國會補選，參院沖繩一席以些微差距失敗，但在參院福島壓勝。同日舉行的統一地方選舉的後半部，自民黨大敗，民主黨增加了三成議席。
7月8日，距離參議院選舉只餘下不到一月，小澤提出，如果在野黨派無法在選舉中過半，他會辭去民主黨代表，並表明下次眾議院選舉會退出政壇，不會尋求連任。最後在7月29日的參議院選舉，民主黨大勝，首次取得參議院的控制權，安倍晉三領導的自民黨於參議院選舉中大敗，自民黨立黨五十二年來，第一次在參議院成為第二大黨，首次失去參議院的控制權，給了安倍內閣很大的打擊。與後來在參議院選舉中慘敗的安倍晉三堅拒辭職的態度成了對比，使小澤的人氣帶動了民主黨的選情。
2007年11月4日上午，小澤一郎突然宣布辭去民主黨黨魁一職，震驚日本政壇。據傳是由於小澤在2日與首相福田康夫進行會談的時候，福田首相表示有意和民主黨聯合執政，組成「大聯合政權」，小澤並沒有當場拒絕，之後甚至傳出，聯合執政的建議還是小澤自己提議的，引起黨內同志不滿。小澤為平息眾怒，因此提出辭職的要求，不過民主黨內部的黨內大老仍是極力挽留小澤續任黨魁。日本媒體民調顯示，執政自民黨支持者有六成贊成組聯合政府的作法，認為可以解決自民黨在「眾議院佔多數、但參議院佔少數」現況下的困境，但民主黨支持者大多表示反對，認為這是背叛選民的作法。
2009年3月，小澤一郎的非法政治獻金醜聞爆發，不但自身形象重創，也拖累民主黨的氣勢。5月11日，小澤一郎辭去黨代表，後由鳩山由紀夫接任，但小澤一郎仍擔任黨代表代行。8月末，果然民主黨獲得壓倒性大勝，黨代表鳩山由紀夫成為第93代內閣總理大臣，而小澤一郎則改任黨幹事長，總理黨務。由於小澤派是民主黨中最大的派系，2009年勝選的民主黨眾議員也多出身小澤系統，因此小澤一郎實為民主黨中最具影響力的人。2010年6月2日因民众普遍反对而被迫和鳩山由紀夫一起辞职。2010年9月再度出马竞选民主党代表，败于菅直人之手，此後在日本政壇的影響力一直下降。他也失去擔任日本首相的機會。

### 成立國民生活第一黨
2012年7月2日，小澤一郎帶領49名黨員反對消費稅增稅法案，宣佈退出民主黨。
7月11日下午6時，聯合49名一同退黨的支持者，包括37名眾議員與12名參議員，在東京憲政紀念館成立了新黨「國民生活第一黨」，小澤也成為黨魁。

### 與未來黨短暫合併
2012年11月27日，小澤一郎宣布解散國民生活第一黨，與未來黨合併。合併後在参众两院解散前分别有12和61个席次，短暂成为日本第三大党，但在2012年大选中遭遇惨败，众议员议席由61个大幅下滑至只有9个，沦为小党，小澤之後與另外7名眾議員和參議員退出未來黨。

### 生活黨和自由黨時期
2012年12月27日，小泽一郎将党名改为「生活党」，其後任黨代表。2013年7月21日舉行的參議院選舉，生活黨派出的候選人無人當選。

### 立憲民主黨時期
2021年10月31日，競選眾議員在小選區落選，在比例代表區復活。

## 政治主張
小澤在政治理念方面絕不妥協，特別是憲法、國際法國際機關的憲章等等的原則問題上更為嚴格。另一方面，針對中期和大局也能夠柔軟的對應。對此也有批判的聲音。因此前創建并且分裂政黨而經常受到非難。2006年4月就任代表之后。以“新小澤”戰略為吸引點，進行選取。同時，他曾為了團結他黨的選舉努力而對憲法，自衛隊等國家根本政策上的妥協，受到了黨內外的批判。

### 憲法改正
反對自民黨的國民投票法。

### 憲法9条問題
撤銷“專守防衛”，保持“和平主義”，為世界和平參與聯合國維和行動。建立聯合國待機軍，而自衛隊專職國防，自衛權僅在“急迫不正”的侵害出現的時候行使。

### 對參拜供奉甲級戰犯的靖国神社態度
小澤認為東京審判是不當的報復裁判，尊敬平沼騏一郎。當時國家指導者有敗戰責任，為了讓天皇能夠參拜靖國神社，應當予以撤除甲級戰犯的靈位。參拜與否個人自由，若參拜的話一定要選擇在8月15日正式參拜。靖國神社是戊辰戰爭（日本維新派與守舊派的戰爭）的招魂神社，從靖國神社份兒祀做甲級戰犯，實現天皇參拜靖國神社。

### 日美關係
日美同盟最重要。

### 日中關係
小澤主张共产主义独裁原理不成立。如果民主黨取得了政權，日本會要求中国的民主化。他主张北朝鲜是中国的一个地方政权，为了绑架问题的解决，民主黨要求中国的政治体制的变化。

### 核武裝
2006年小澤曾指出日本是有製造數千發核彈頭的能力，可用作軍事及政治用途。

### 社会保障、年金問題
厚生年金、共済年金、国民年金、議員年金等全部年金的一元化，每人月6萬日元的基礎年金以及原來的保險金形式的比例年金相結合。消費稅仍然維持於5%，而福利也全額發放。（有人計算的結果是現在的消費稅只夠支付國民半數的年金）。

### 教育改革
5歲到高中為義務教育。“幼兒津貼”與“父母津貼”分離”。教師等作為公務員來對待。

### 農業改革
農産物全面自由化、食料自給率100%實現。

### 降低貧富差距
管理職自由競争，非管理職終身雇用，降低貧富差距。擴充為受挫折的經營者、勞動者的再起、再就業的支援制度。

### 經濟政策
小澤提出“該官做的事情，官來做，該民來做的事情民來做”，減少不必要的公共事業。

## 关联条目
- 民主党
- 55年体制

## 外部連結
- 小澤一郎官方網站 （页面存档备份，存于）